# Świdrowiec gambijski
Świdrowiec gambijski (Trypanosoma gambiense lub Trypanosoma brucei gambiense) – kinetoplastyd należący do królestwa protista. Osiąga wielkość 15–35 μm. Występuje w środkowej i zachodniej Afryce.
Pasożytuje we krwi, chłonce i płynie mózgowo-rdzeniowym człowieka w postaci trypomastigota. Występuje także w postaci amastigota, jednak tylko w organizmie wektora, czyli muchy tse-tse. Rezerwuarem są zarażeni ludzie, rzadziej antylopy, świnie, bydło, owce i kozy. Postać trypomastigota jest wrzecionowata, w osoczu krwi tworzy postacie krótkie, szerokie, z krótką wicią oraz długie, wąskie, z długą wicią wolną, układające się w kształt litery V, C, lub S. Niewielki kinetoplast położony na końcu ciała. Porusza się za pomocą wici, która tworzy falującą błonę długości komórki. Trypomastigota rozmnaża się przez podział podłużny, rozpoczynający się od podziału kinetosomu i jądra. Zarażenie następuje przez skórę. Wywołuje u ludzi śpiączkę afrykańską, jest przenoszony przez muchy z rodzaju tse-tse takie jak: Glossina fuscipes, Glossina palpalis, Glossina tachinoides.

## Objawy zakażenia
- gorączka
- powiększenie węzłów szyjnych (tworzy się trójkąt Winterbottoma)
- pobudliwość

W drugim stadium choroby:
- zaburzenia psychiczne
- okresy pobudzenia z okresami śpiączki i apatii

Nieleczona choroba prowadzi do śmierci.

## Profilaktyka
- higiena osobista
- zwalczanie much tse-tse
- wczesne wykrywanie i leczenie choroby